# David Junior
David Junior (Nova Iguaçu, 8 de dezembro de 1985) é um ator brasileiro.

## Carreira
Começou a estudar teatro aos 22 anos, após pequenas participações em novelas, em 2016, através de provas, obteve o papel do escravo Saviano na série Liberdade, Liberdade da Rede Globo. Sua participação na trama das onze causou alvoroço ao realizar uma cena de sexo com Dionísia, representada por Maite Proença, e ao aparecer nua. Com essa cena, seu trabalho repercutiu nas redes sociais e passou a ser reconhecido pelo público, e ganhar destaque na televisão.
Em 2017, interpretou o empresário Dom na novela Pega Pega. Na trama, ele era um executivo criado na Europa, por sua mãe adotiva Sabine, personagem de Irene Ravache e administrava a empresa junto com a mãe. Após o fim da novela, devido ao grande sucesso de seu personagem, renovou contrato por 3 anos com a Rede Globo. Em 2018, fez o papel do escravo Menelau na novela O Tempo Não Para.
Foi o grande campeão da segunda temporada do The Masked Singer Brasil. O ator venceu o combate final contra o Camaleão, fantasia de Thiago Fragoso.

## Filmografia

### Televisão
| Ano  | Título                   | Personagem                                   | Nota(s)                   |
| ---- | ------------------------ | -------------------------------------------- | ------------------------- |
| 2009 | Caras & Bocas            | Segurança do forró                           | Episódio: "15 de outubro" |
| 2011 | Cordel Encantado         | Meia-Noite                                   |                           |
| 2014 | Geração Brasil           | Will Smith / Tonhão                          |                           |
| 2016 | Liberdade, Liberdade     | Saviano                                      |                           |
| 2017 | Pega Pega                | Dom Favre / Aristides Souza Damião (Tidinho) |                           |
| 2018 | O Tempo Não Para         | Menelau Sabino Machado                       |                           |
| 2019 | Sessão de Terapia        | Fernando Batista (Nando)                     |                           |
| 2019 | Bom Sucesso              | Ramon Madeira                                |                           |
| 2020 | Sob Pressão              | Dr. Mauro                                    |                           |
| 2022 | The Masked Singer Brasil | Participante (Vencedor)                      | Temporada 2               |
| 2023 | Fim                      | Neto                                         |                           |
| 2024 | Mania de Você            | Sirley dos Anjos                             |                           |
| 2025 | Dança dos Famosos        | Participante                                 | Temporada 22              |
| 2026 | Dona Beja                | Antônio Sampaio                              |                           |

### Cinema
| Ano  | Título                          | Função      | Ref.   |
| ---- | ------------------------------- | ----------- | ------ |
| 2018 | Canastra Suja                   | Tatu        | [ 19 ] |
| 2021 | Pixinguinha, Um Homem Carinhoso | Pixinguinha | [ 20 ] |

## Prêmios e indicações
| Ano  | Premiação        | Categoria       | Indicação    | Resultado |
| ---- | ---------------- | --------------- | ------------ | --------- |
| 2018 | Prêmio Gshow     | Crush do Ano    | David Junior | Indicado  |
| 2019 | Prêmio F5        | Homem Mais Sexy | David Junior | Indicado  |
| 2019 | BreakTudo Awards | Ator do Ano     | Bom Sucesso  | Indicado  |